# AZUB bike

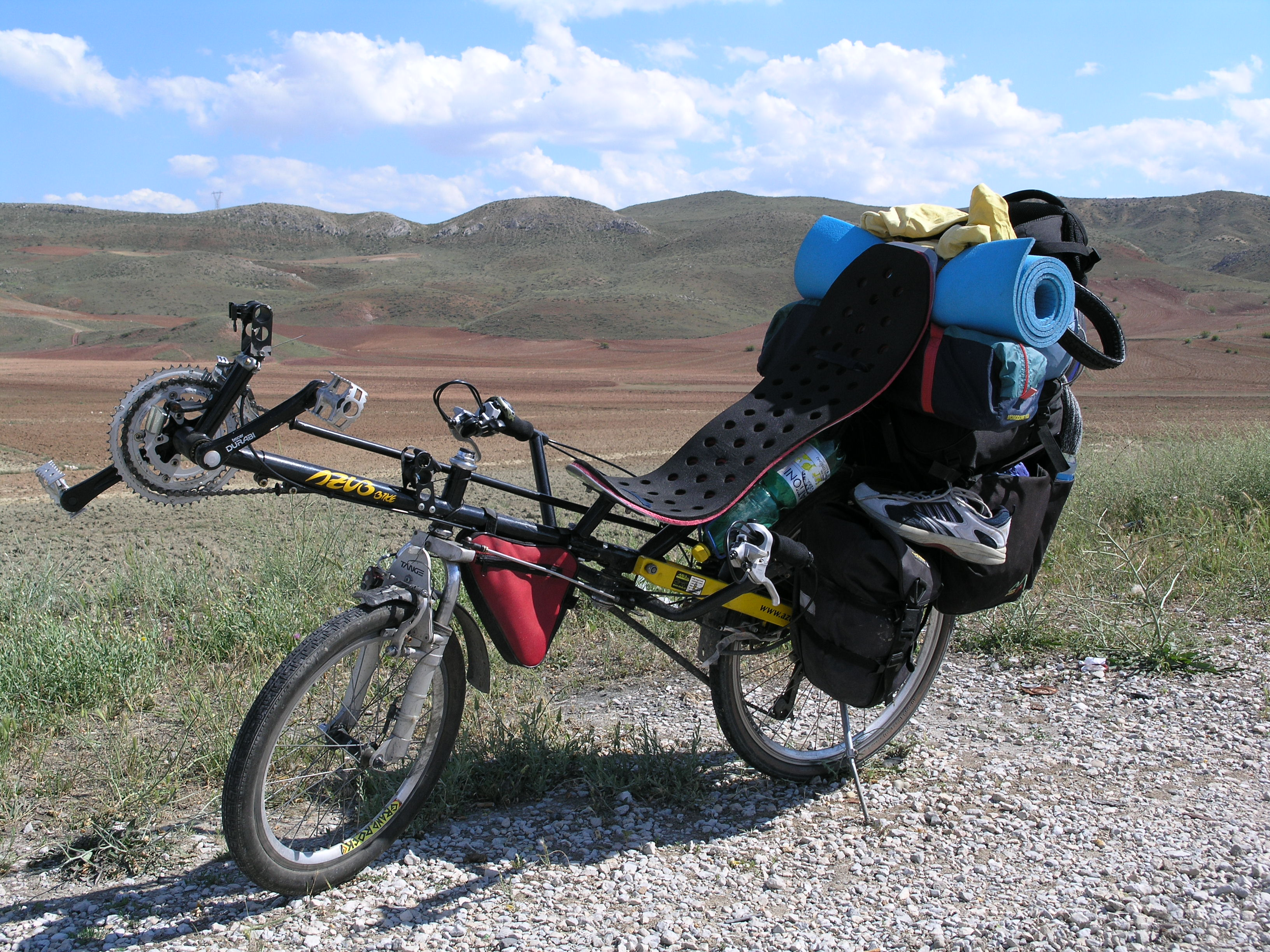
AZUB s výrobním číslem 0001

AZUB bike s.r.o. je český výrobce lehokol, lehotříkolek a dětských vozíků značky AZUB. Firma sídlí v Uherském Brodě. Základním zaměřením firmy je tak zvaná alternativní cyklistika. Specialitou firmy AZUB BIKE ve srovnání s jinými světovými výrobci lehokol je výroba lehokol použitelných v terénu.

## Historie
Značka vznikla v roce 2000. O rok později bylo první lehokolo AZUB dodáno zahraničnímu zákazníkovi. Mimo standardní řadu kol AZUB bylo na českému trhu prodáváno levné městské lehokolo Azub Cé. Firma pak ve svém dalším výrobním programu udržovala vždy i alternativní variantu levnějšího a dostupnějšího lehokola.
V roce 2003 byl model AZUB Cé nahrazen modelem Scooterbike. Roku 2006 firma začíná vyrábět vlastní vozíky za kolo: Azub Tom a Azub Jerry. V roce 2008 firma uvedla na trh svou první vlastní lehotříkolku. O rok později byl vyvinut model AZUB ECO, který nahradil Scooterbike.

## Název firmy
Název značky je sestaven z prvních písmen jména zakladatele firmy a názvu města ze kterého firma pochází, tj. Aleš Zemánek Uherský Brod.
Příběh založení a budování firmy je zachycen v jednom z dílů pořadu České televize Do práce